# Edmond Bourlier
Pour les articles homonymes, voir Bourlier.
Edmond Jules Bourlier, né le 5 octobre 1895 à Boulogne-Billancourt et mort le 25 mars 1936 à Puteaux, est un pilote automobile de course français, d'épreuves de Grand Prix et d'endurance.

## Biographie

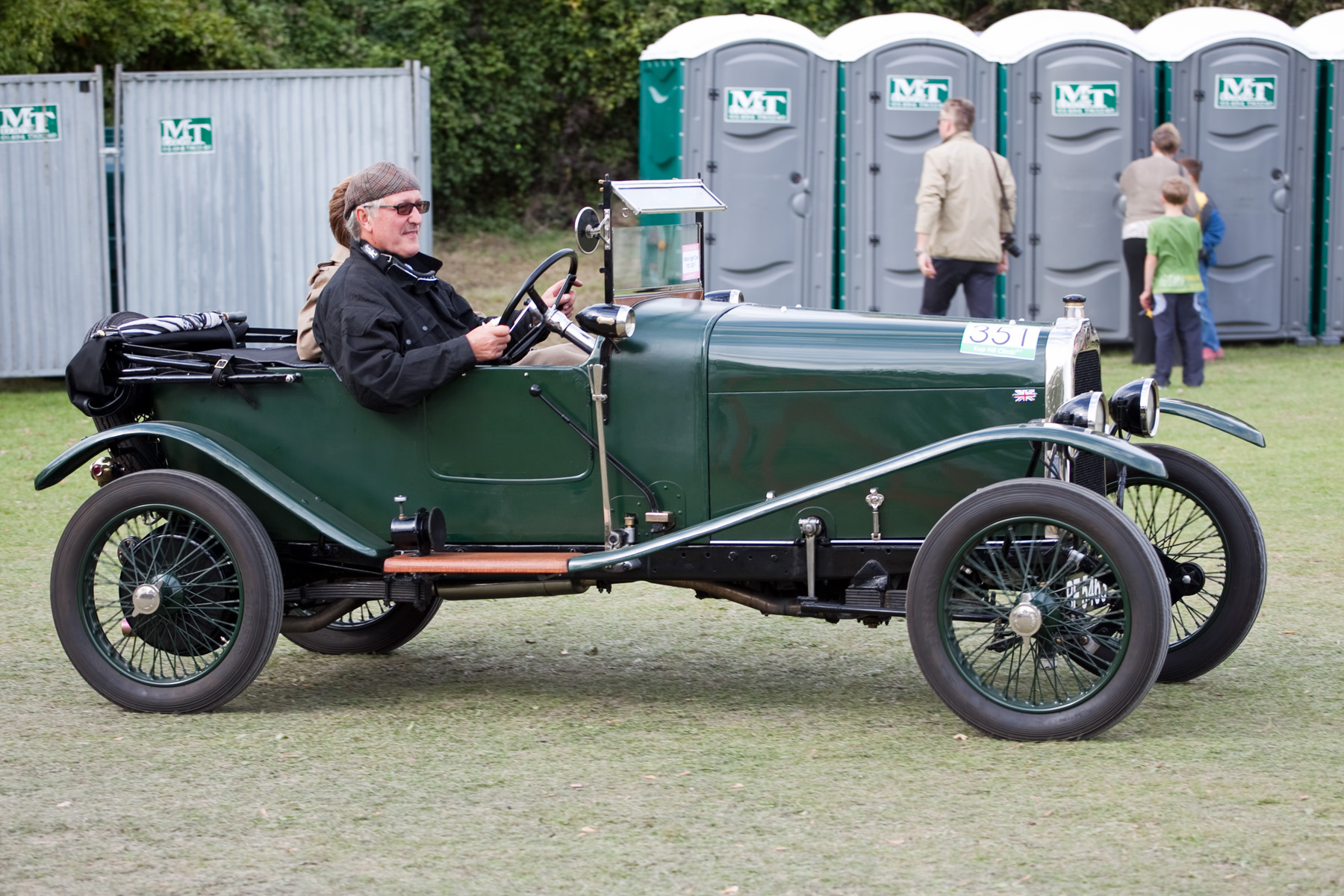
Voiturette Talbot de 1923.

Sa carrière en sport automobile s'étale de septembre 1923 (Coupe des Voiturettes, sur Talbot 70, et déjà pilote d'usine) à 1931 (Grand Prix automobile de France (ACF), associé à l'Italien Emilio Eminente sur Bugatti T35B, abandon par incendie à bord).
Tout comme Albert Divo, Louis Wagner, Robert Sénéchal, Robert Benoist et André Morel, il fut un pilote officiel Delage, personnellement en 1926 (seconde moitié de saison), et 1927 (sa meilleure année en course).

## Palmarès
(4 podiums en Grand Prix Formule Libre)
- Grand Prix automobile de Provence 1926 voiturettes, sur Talbot 70 (et meilleur tour en course) ;
- Course de côte de Torigni 1926 (Saint-Lô), sur Talbot 1,5 L[3];
- Course de côte de la Mi-Corniche 1927 (Monaco), sur Delage 2LCV 12 cylindres[4];
- Course de côte Nice - La Turbie 1927, sur Delage 2LCV 12 cylindres;
- Course de côte de Gemenos 1927 (Aubagne), sur Delage 2LCV 12 cylindres;

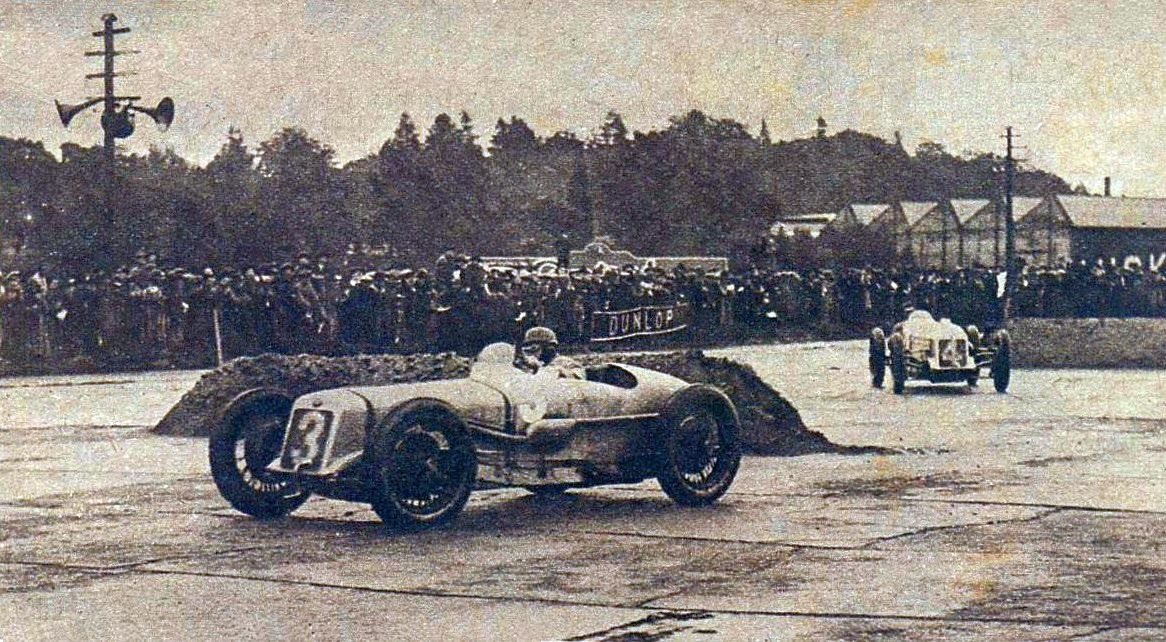
Edmond Bourlier, deuxième du Grand Prix de Grande-Bretagne en 1927 sur Delage 155B.

- Meilleur tour en course au Grand Prix automobile de La Baule 1927, sur Delage 155B (ainsi que George Eyston);
  - 2e et 4e du Grand Prix d'Europe 1926 (2 équipages), avec Robert Sénéchal (2e) ainsi que Louis Wagner et André Morel (4e), deux fois sur Delage 155B (à Saint-Sébastien);
  - 2e du Grand Prix automobile de France (ACF) 1927, sur Delage 155B;
  - 2e du Grand Prix automobile de Grande-Bretagne 1927, sur Delage 155B (à Brooklands);
  - 3e du Grand Prix automobile de l'Ouverture 1924 voiturettes, sur Talbot 70;
  - 3e du Grand Prix automobile d'Espagne 1927, sur Delage 155B (à Saint-Sébastien);
  - 5e du Grand Prix automobile d'Espagne 1929, sur Bugatti T35B privée (aussi au circuit de Lasarte de Saint-Sébastien);
  - Participation aux 24 Heures du Mans en  1925 (Talbot et 1930 5Stutz).

## Remarque
- Pilote parfois retrouvé sous le prénom de Raymond, dans les palmarès des 24 Heures du Mans.